# Darrell Ubick
Darrell Ubick (Geburtsname Darko Ljubić; geboren am 29. März 1952 in Dubrovnik, Jugoslawien) ist ein kroatisch-amerikanischer Arachnologe an der California Academy of Sciences.

## Kindheit und Jugend
Darko Ljubić verbrachte die ersten Jahre seiner Kindheit in den nahe Dubrovnik gelegenen Dörfern Ston auf der Halbinsel Pelješac und Šipanska Luka  auf der Insel Šipan. Die Familie wanderte 1960 nach Kalifornien aus und ließ sich 1961 in San Francisco nieder. Darrell Ubick interessierte sich bereits als Kind für Insekten und Spinnentiere und lernte auf der High School seinen späteren Kollegen Thomas S. Briggs als Lehrer kennen.

## Ausbildung
Den Sommer 1972 verbrachte Ubick in einer Forschungsstation des American Museum of Natural History in den Chiricahua Mountains in Arizona. Dort traf er mit den US-amerikanischen Arachnologen Willis John Gertsch und Vincent D. Roth zusammen und beschäftigte sich mit Spinnen. Später studierte er an der San José State University in Kalifornien Entomologie. 1976 erlangte er den akademischen Grad eines Bachelor of Science und 1980 seinen Masterabschluss.

## Forschung
Ab 1981 forschte Ubick mit Tom Briggs über die Systematik der Phalangodidae, einer Familie der Weberknechte. Ubick arbeitet im Department of Entomology der California Academy of Sciences in San Francisco. Er hat Erstbeschreibungen für zahlreiche Gattungen und Arten der Spinnentiere verfasst.

## Dedikationsnamen (Auswahl)
- Cesonia ubicki Platnick & Shadab, 1980
- Zelotes ubicki Platnick & Shadab, 1983
- Synemosyna ubicki Cutler, 1988
- Araneus ubicki Levi, 1991
- Talanites ubicki Platnick & Ovtsharenko, 1991
- Cicurina ubicki Gertsch, 1992
- Tuberochernes ubicki Muchmore, 1997
- Agra ubicki Erwin, 2002
- Calileptoneta ubicki Ledford, 2004
- Heterometrus ubicki Kovarik, 2004
- Tidarren ubickorum Knoflach & van Harten, 2006

## Veröffentlichungen
- Darrell Ubick und Charles E. Griswold: The Malagasy goblin spiders of the new genus Malagiella (Araneae, Oonopidae). Bulletin of the American Museum of Natural History 356. American Museum of Natural History, New York 2011, Online.
- Darrell Ubick et al. (Hrsg.): Spiders of North America. An identification manual. Second edition. American Arachnological Society, Keene, New Hampshire 2017, ISBN 978-0-9980146-0-9.